# Colombo (planta)
El colombo (Jateorhiza palmata) és una planta enfiladissa perenne de l'est d'Àfrica.
Se n'extreu de les rels la colombina, una substància blanca, inodora, amarga, i que serveix de remei per a les malalties digestives.